# Vaikato
Vaikato (Waikato) je najduža reka na Novom Zelandu, dugačka 425 km. Ističe iz jezera Taupo, na Severnom ostrvu, stvara Huka vodopade i teče prema severozapadu, ulivajući se u Tasmanovo more. Njenim početkom se može smatrati i reka Tongariro, koja se spušta s planine Ruapehu i uliva u jezero Taupo. Vaikato u donjem toku stvara brojna jezera i lagune.